# A Teoria de Tudo
The Theory of Everything (bra/prt: A Teoria de Tudo) é um filme britano-nipo-estadunidense biográfico do gênero drama e romance, dirigido por James Marsh e escrito por Anthony McCarten. O filme foi inspirado na obra Travelling to Infinity: My Life with Stephen de Jane Hawking, que descreve seu relacionamento com o físico teórico Stephen Hawking e o desafio com a doença do neurônio motor esclerose lateral amiotrófica (ELA).
O filme é estrelado por Eddie Redmayne, cuja atuação lhe valeu o Oscar de Melhor Ator, e por Felicity Jones, além de Charlie Cox, Emily Watson e David Thewlis em papéis coadjuvantes. Teve sua pré-estreia mundial no Festival Internacional de Cinema de Toronto de 2014 e foi lançado nos Estados Unidos em 7 de novembro de 2014 e no Reino Unido em 1 de janeiro de 2015.

## Elenco
- Eddie Redmayne - Stephen Hawking[10]
- Felicity Jones - Jane Hawking[10]
- Maxine Peake - Elaine Mason[10]
- Charlie Cox - Jonathan Jones[10]
- Emily Watson - Beryl Wilde[10]
- Guy Oliver-Watts - George Wilde
- Simon McBurney - Frank Hawking[10]
- Abigail Cruttenden - Isobel Hawking
- Charlotte Hope - Phillipa Hawking[10]
- Lucy Chappell - Mary Hawking
- David Thewlis - Dennis Sciama[10]
- Enzo Cilenti - Kip Thorne[10]
- Georg Nikoloff - Isaak Markovich Khalatnikov
- Alice Orr-Ewing - Diana King
- Harry Lloyd - Brian

## Produção
O roteirista Anthony McCarten estava interessado em Hawking desde que leu seu livro seminal Uma Breve História do Tempo, em 1988. Em 2004, McCarten leu o livro de memórias Travelling to Infinity: My Life with Stephen e, posteriormente, começou a escrever uma adaptação para o cinema do livro sem garantias existentes. Ele se reuniu várias vezes com Jane Hawking em sua casa para discutir o projeto. Depois de vários rascunhos, foi apresentado em 2009 à produtora Lisa Bruce através do seu agente mútuo de ICM, Craig Bernstein.